# Hypoxylon retpela
Hypoxylon retpela är en svampart som beskrevs av Van der Gucht & Van der Veken 1992. Hypoxylon retpela ingår i släktet Hypoxylon och familjen kolkärnsvampar.   Inga underarter finns listade i Catalogue of Life.